# Liaison obsessionnelle
Pour plus de détails, voir Fiche technique et Distribution.
 Liaison obsessionnelle  (Obsessed) est un téléfilm canado-américain diffusé en 2002 et réalisé par John Badham.

## Synopsis
Ellena, une sublime jeune femme, accusée de harcèlement, prétend qu'elle aurait entretenu une relation passionnelle avec David Stillman, un chirurgien de renom. Étrangement, l'intéressé soutient tout le contraire : il n'aurait jamais eu de liaison avec la sulfureuse Ellena. L'éminent médecin nie catégoriquement avoir, comme l'affirme sa prétendue maîtresse, envisagé de quitter son épouse. L'avocate Sara Miller a tranché : elle s'apprête à défendre Ellena devant la justice. Elle est persuadée de son innocence...

## Fiche technique
- Réalisateur : John Badham
- Année de production : 2002
- Durée : 90 minutes
- Format : 1,33:1, couleur
- Son : stéréo
- Dates de premières diffusions :
  -  États-Unis : 16 septembre 2002 sur Lifetime
  -  France : 13 mai 2007 sur Téva
- Interdit aux moins de 10 ans

## Distribution
- Jenna Elfman (VF : Marie-Christine Darah) : Ellena Roberts
- Kate Burton (VF : Anne Kerylen) : Sara Miller
- Lisa Edelstein (VF : Pascale Vital) : Charlotte
- Jane Wheeler (VF : Françoise Cadol) : Claire Stillman
- Mark Camacho (VF : Vincent Violette) : Sam Cavallo
- Vlasta Vrana : le psychiatre
- Charles Edwin Powell (VF : Xavier Fagnon) : Peter Miller
- Sam Robards (VF : Érik Colin) : David Stillman
- Linda Smith (VF : Denise Metmer) : la mère d'Olivia et Ellena
- Giancarlo Caltabiano (VF : Arnaud Arbessier) : Ozzy
- Holly Uloth (VF : Nathalie Karsenti) : Fiona
- Lynne Adams (VF : Marjorie Frantz) : Paula
- Sheena Larkin (VF : Nicole Favart) : le juge Candice Hayes
- Tyrone Benskin (VF : Gilles Morvan) : le juge Tyrone Wolf
- Laura Mitchell : Sylvia Bacharach

 Source et légende : version française (VF) sur RS Doublage et selon le carton de doublage télévisuel.